# Йехимилк
Йехимилк (Йахимилк, Йехавмилк; финик. Yeḫi-milk) — царь Библа в первой половине X века до н. э.

## Биография
Йехимилк известен только по обнаруженным в Библе финикийским надписям. В части из них сообщается о восстановлении по повелению Йехимилка одного из городских храмов. В других надписях упоминаются его сыновья Абибаал и Элибаал. На основании этих данных Йехимилк считается царём Библа, взошедшим на престол после царя Итобаала. В надписях Йехимилк называется «сыном и внуком царей», а также «законным» правителем Библа. На этом основании предполагается, что он был родственником более ранних библских царей Итобаала и Ахирама, но были ли те его отцом и дедом соответственно — неизвестно. Возможно, что это родство могло быть очень дальним и, таким образом, фактически, Йехимилк был основателем новой династии. Правление Йехимилка датируется первой половиной X века до н. э. В качестве более точных приводятся различные даты от 990 до 950 года до н. э. включительно. Преемником Йехимилка на библском престоле был его старший сын Абибаал.